# Mahidol Adulyadej
Le prince Mahidol Adulyadej, prince de Songkla, né le 1er janvier 1892 à Bangkok, décédé le 24 septembre 1929 à Bangkok, est le fils du roi Chulalongkorn (Rama V) et de la reine Savang Vadhana du Siam, et le frère des rois Wachirawut (Rama VI) et Prajadhipok (Rama VII) et du prince Rangsit Prayurasakdi, de la Dynastie Chakri règnante en Thaïlande. Mahidol Adulyadej, prince de Songkla (Thai : สมเด็จพระมหิตลาธิเบศรอดุลยเดชวิกรม พระบรม ราช ชนก ; RTGS : Somdet Phra Mahitalathibet Adunyadetwikrom Phra Borommaratchachanok, « Mahitaladhibes Adulyadejvikrom »), est le père de la princesse Galyani Vadhana, du roi Ananda Mahidol (Rama VIII) et du roi Bhumibol Adulyadej (Rama IX), roi de Thaïlande jusqu'en 2016. Il est le grand-père de Vajiralongkorn (Rama X), actuel roi de Thaïlande. 
Après avoir fait ses études à l'étranger, médecin de santé publique, il contribua à son développement dans son pays. Une fondation et un prix de médecine créés par son fils le Roi Rama IX portent son nom en reconnaissance de ses travaux et distinguent aujourd'hui les professeurs pour leurs découvertes ou contributions à l'avancement de la médecine, des sciences humaines et sociales ou de la santé publique dans le monde,. Considéré comme « le père de la médecine moderne et la santé publique de la Thaïlande », il est à l'origine de la Maison de Mahidol, à laquelle appartient la famille royale actuelle de Thaïlande.

## Biographie

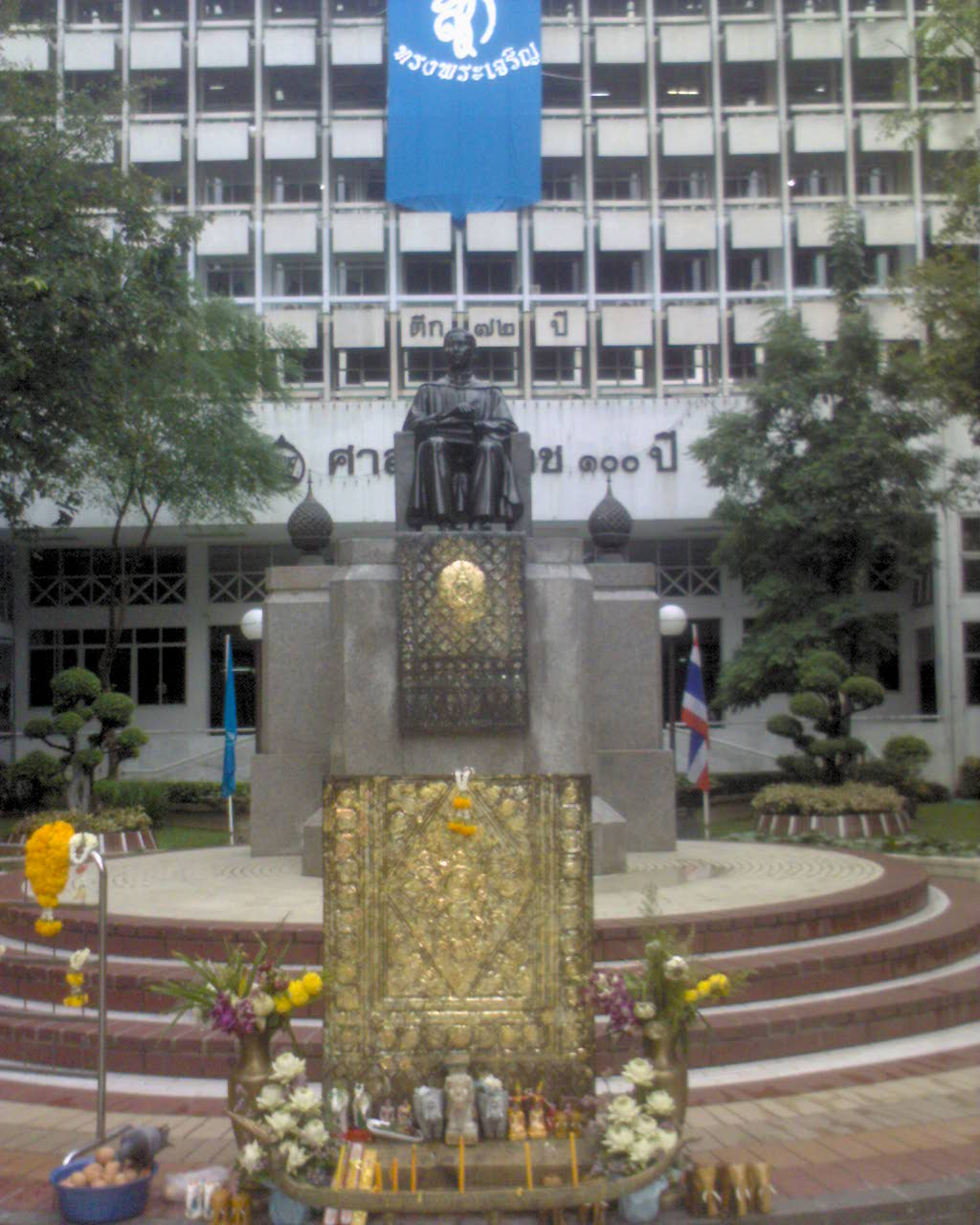
Statue de Mahidol à l'hôpital Siriraj.

Le prince Mahidol était le 69e enfant du roi Chulalongkorn et le 7e de la reine Savang Vadhana. Sa mère a également adopté quatre autres princes, dont le prince Rangsit Prayurasakdi, devenu un ami très proche du prince Mahidol pendant son enfance. Plus tard dans leur vie, le prince Rangsit jouera un rôle essentiel dans la carrière de Mahidol, et il sera nommé régent de l'un de ses fils, le roi Bhumibol (1927-2016).
Comme les autres fils du roi Chulalongkorn, le prince Mahidol a commencé ses études à l'École royale du Grand Palais. Il a reçu le titre de prince de Songkla à 13 ans.
Il a été envoyé à Londres en 1905, et après un an et demi à Harrow School, il a déménagé en Allemagne pour rejoindre le Collège militaire préparatoire royal prussien à Potsdam, selon le désir de son père, puis a poursuivi sa formation militaire à l'Académie militaire impériale à Lichterfelde à Berlin. Suivant la volonté de son demi-frère, le roi Vajiravudh (Rama VI), il est ensuite entré à l'Académie navale de Mürwik à Flensbourg. Il y a remporté un concours de conception de sous-marin. Il a été nommé lieutenant à la fois dans la marine impériale allemande et dans la marine royale thaïlandaise en 1912.
En 1914, au début de la Première Guerre mondiale, le prince est revenu en Thaïlande, où il a été affecté à un poste d'enseignant à l'Académie de la Marine royale, mais à la suite d'un conflit au sujet des sous-marins et des torpilleurs, il en a démissionné 9 mois après.

### Carrière médicale
Son demi-frère le prince Rangsit, né d'une roturière, était le chef du Royal Medical College. L'enseignement de la médecine et de la santé publique, et les soins étaient en retard sur la norme occidentale de l'époque. Le Medical College et l'Hôpital Siriraj étaient sous-financés, en sous-effectif et mal équipés. Le Prince Rangsit, désirant sensibiliser son frère plus prestigieux à cette cause, l'invita à constater le mauvais état de l'Hôpital et lui demanda son aide ; Mahidol accepta et c'est à ce moment qu'il décida d'étudier la santé publique et la médecine.
Le prince est alors allé à Cambridge pour étudier la santé publique à Harvard. Il a également demandé au prince Rangsit de sélectionner quatre élèves pouvant le rejoindre aux États-Unis : deux étudiants en médecine qui seraient financés par le Prince Mahidol, et deux étudiants en soins infirmiers qui seraient financés par sa mère, la reine Savang Vadhana. Le prince serait allé lui-même à la gare pour les accueillir. Une des deux étudiantes infirmières était Mlle Sangwal Talabhat, sa future épouse, mère de sa fille unique et de ses deux fils, futurs rois de Thaïlande. Celle-ci a accompagné Mahidol lorsqu'il est retourné en Thaïlande trois ans plus tard pour les funérailles de la reine Saovabha Phongsri. Ils se sont mariés au palais de Sapathum en 1920 sous la bénédiction du roi Vajiravudh  avant de retourner à Harvard. Mahidol a obtenu son certificat en santé publique l'année suivante, en 1921.
Le prince Mahidol s'impliqua dans diverses activités visant à l'amélioration de la santé publique et au développement des ressources humaines, convaincu que c’était un facteur essentiel pour l'humanité. Il établit au nom du gouvernement thaïlandais, un accord avec la Fondation Rockefeller afin de soutenir la formation médicale et les soins infirmiers en Thaïlande.
Son premier enfant, la princesse Galyani Vadhana, est né à Londres en 1923. Il est retourné en Thaïlande la même année pour prendre le poste de directeur général du Département de l'Université au sein du ministère de l'Éducation. En plus de ses fonctions administratives, il a également enseigné aux étudiants en médecine pré-clinique au Royal Medical College.
En 1925, il se rendit à Heidelberg, en Allemagne, pour y traiter ses reins avant de retourner à l'Université Harvard, cette fois pour étudier la médecine. Il était à Heidelberg quand son premier fils, le prince Ananda Mahidol (futur Rama VIII) est né en 1925. Son plus jeune fils, le futur roi Bhumibol Adulyadej (Rama IX), est né dans le Massachusetts en 1927 ; six mois plus tard, il reçut son M.D. cum laude. Il revint en Thaïlande en décembre 1928.
Une des premières choses qu'il fit à son retour fut la mise en place de bourses pour les étudiants dans les domaines de la médecine, les soins infirmiers et la santé publique. Le prince Mahidol enseigna à la Faculté de médecine Sirijaj la médecine préventive et sociale aux étudiants de dernière année. Cependant son statut princier créa un problème, l'enseignement étant perçu comme indigne de lui. Mahidol choisit donc un poste dans un établissement plus égalitaire, l'hôpital McCormick de Chiang Mai, où il put effectuer des opérations avec le directeur de l'établissement. Le prince Mahidol, très dévoué pour ses patients, aurait été jusqu'à leur donner son sang, selon des dossiers.
Sa santé continuait cependant à se dégrader. Trois semaines après le début de son travail l'hôpital McCormick, il repartit à Bangkok assister aux obsèques de son oncle, il n'a pas été en mesure de revenir à Chiang Mai. Il apparut qu'il souffrait d'une infection rénale, mais également d'un abcès au foie et sa santé s'est détériorée. Le prince Mahidol est mort le 24 septembre 1929 au palais de Sapathum, à 37 ans.
Il a reçu à titre posthume le titre de prince père (Somdej Phra Mahittalathibet Adulyadejvikrom Phra Borommarajachanok - สมเด็จ พระ มหิ ต ลา ธิ เบ ศ อดุลย เดช วิกรม พระบรม ราช ชนก).
Les contributions du prince Mahidol ont produit un tel impact sur l'avancement de la santé publique et la médecine en Thaïlande qu'il a été honoré du titre de « père de la médecine moderne et de la santé publique de la Thaïlande ».

## Fondation Prince Mahidol

Prince Mahidol Award Foundation.

Le Roi de Thaïlande Bhumibol Adulyadej (Rama IX) a fondé la « Prince Mahidol Award Foundation » le 1er janvier 1992, à l'occasion du 100e anniversaire de la naissance de son père, le prince Mahidol, sur proposition de la faculté de Médecine et de l'hôpital Siriraj. D'abord sous le nom de « prix de la Fondation Prince Mahidol », depuis le 28 juillet 1997 en tant que « Prince Mahidol Award Foundation ». En plus du Prix Prince Mahidol, la fondation rend hommage à la mémoire du prince Mahidol, considéré comme «le père de la médecine moderne et la santé publique de la Thaïlande.»
La princesse Maha Chakri Sirindhorn est présidente du Comité de la Fondation.

### Prix Prince Mahidol de Médecine
Le Prix Prince Mahidol (พระราชทาน รางวัล สมเด็จ เจ้าฟ้า มหิดล) est un prix annuel de la famille royale de Thaïlande. Il distingue les professeurs et chercheurs de par le Monde pour leurs découvertes ou imminents travaux dans le domaine de la médecine et de la santé publique.
Entre 1992 et 2014, 68 prix ont été décernés, dont 31 en médecine et 37 en santé publique. 
- Prix Prince Mahidol -  Liste des Lauréats

## Prince Mahidol Award Conference
La « Prince Mahidol Award Conference »(PMAC) est une conférence internationale annuelle consacrée aux questions de politique en santé publique dans le monde. Elle est organisée par la Fondation Prince Mahidol Award, le ministère thaïlandais de la Santé publique, et leurs partenaires : institutions et organismes mondiaux. Elle est l'occasion d'aborder ou de présenter, tant pour les acteurs du public ou du privé, les recherches et perspectives en matière de politique pour la santé.
Les conférences « Prince Mahidol Award Conférence» se déroulent en Thaïlande, depuis 2007. 
- Les conférences PMAC
- OMS - 2e Forum mondial sur les ressources humaines pour la santé en 2011  - (Rapport du forum mondial en Thaïlande sous PDF)